# Go (canción de Pearl Jam)
«Go» es una canción del grupo estadounidense de grunge Pearl Jam, incluida en su segundo álbum Vs. y lanzada como primer sencillo promocional de dicho álbum en 1993. Fue incluida también en la colección de grandes éxitos del grupo, el álbum Rearviewmirror: Greatest Hits 1991-2003. Go Sería nominada al Grammy en 1995 por Mejor interpretación Hard Rock.
La versión en vinilo lanzada en el Reino Unido del sencillo incluía un casete gratis con una versión en vivo de la canción "Animal", también de Vs.. Esto convertiría a "Animal" ineligible para entrar en la lista de sencillos Top 40 del Reino Unido, por lo que el grupo perdió la oportunidad de tener un sencillo dentro de los diez primeros de la lista.
Si bien la canción está acreditada a todo el grupo, su compositor es el baterista Dave Abbruzzese. Como dato curioso, el riff de guitarra fue escrito por el mismo Abbruzzesse.

## Significado de la letra
La canción cuenta acerca de cómo una persona que sufrió algún tipo de abuso cuando niño, ya sea mental o físico, al crecer, de manera consciente o inconsciente, abusa de otro pequeño de igual forma que como el lo sufrió.

## Formatos y listas de canciones
Toda la información está tomada de varias fuentes.
Todas las canciones están acreditadas a Abbruzzese, Ament, Gossard, McCready, Vedder
- Sencillo en CD (Estados Unidos, Europa, Australia y Canadá)

1. «Go» – 3:13
2. «Elderly Woman Behind the Counter in a Small Town» (Acústica) – 3:18
3. «Alone» – 3:35
  - No lanzada previamente

- Sencillo en CD (Holanda y Austria)

1. «Go» – 3:13
2. «Elderly Woman Behind the Counter in a Small Town» (Acústica) – 3:18

- Sencillo en CD (Reino Unido)
  - Incluía Animal (En vivo) en casete.

1. «Go» – 3:13
2. «Elderly Woman Behind the Counter in a Small Town» (Acústica) – 3:18
3. «Alone» – 3:35

- Sencillo en Vinil de 12 pulgadas (Holanda)
  - Incluía Animal (En vivo) en casete.

1. «Go» – 3:13
2. «Elderly Woman Behind the Counter in a Small Town» (Acústica) – 3:18
3. «Alone» – 3:35

- Sencillo en Casete (Australia)

1. «Go» – 3:13
2. «Elderly Woman Behind the Counter in a Small Town» – 3:18
3. «Alone» – 3:35